# Crocidura sicula
Crocidura sicula е вид бозайник от семейство Земеровкови (Soricidae).